# 高槻市立西大冠小学校
高槻市立西大冠小学校（たかつきしりつ にしおおかんむりしょうがっこう）は、大阪府高槻市城南町三丁目にある公立小学校。
高槻市中部の新興住宅地を校区としている。高槻市で21番目の市立小学校として、1971年に開校した。

## 沿革
- 1971年 - 高槻市立高槻小学校および高槻市立桃園小学校より分離開校、給食棟・プール完成
- 1976年 - 高槻市立若松小学校を分離、養護学級設置
- 1977年 - 高槻市立庄所小学校（現在は高槻市立桃園小学校に統合）を分離

## 通学区域
- 高槻市 城南町1～4丁目、下田部町1丁目、西冠1丁目

卒業生は基本的に高槻市立城南中学校へ進学する。

## 交通
- 阪急京都線 高槻市駅 南へ約1.4km。
- 高槻市営バス 城西町バス停、春日町バス停。

## 出身者
- 高畠勉（川崎フロンターレ監督）
- 丹羽詩温（ブラウブリッツ秋田）
- 布部陽功 （柏レイソルコーチ）